# Коой, Эллен
Эллен Коой (иногда — Элен Коой, нидерл. Ellen Kooi, 11 июля 1962, Леуварден, Фрисландия, Нидерланды) — голландская художница и фотограф, живёт и работает в городе Харлеме. Наиболее известна своими постановочными фотографиями, объединяющими пейзажи Голландии и фигуры в традициях живописцев Золотого века голландской живописи (таких как Ян Вермеер Дельфтский), Питера Брейгеля Старшего, Иоахима Патинира и Иеронима Босха.

## Биография
Эллен Коой родилась в 1962 году в Леувардене. Раннее творчество Коой вдохновлялось её малой родиной. Долгое время она жила в новом районе массовой застройки на окраине города. Высокие многоквартирные дома переходили в расположенную поблизости деревню. В ясный день на море были видны маяки фрисландских островов. Эти образы и темы стали важнейшими в творчестве фотографа. Её отец объяснил дочери некоторые принципы фотографии: свет, работу с объективами и выдержку. С 1981 по 1987 год она обучалась живописи и педагогике в Академии изящных искусств Минервы в Гронингене. Затем Эллен Коой поступила в аспирантуру Национальной академии изобразительных искусств в Амстердаме, где училась с 1993 по 1994 год. Здесь она стала воспринимать изобразительное искусство как философский поиск и художественное освоение окружающего мира. Эллен Коой не получила профессионального образования фотографа.
Её работы были приобретены Музеем Франса Халса в Харлеме, Музеем Фрис в Леувардене и Министерством иностранных дел Нидерландов, коллекцией Hermès в Люксембурге и Коллекцией современного искусства корпорации Борусан в Турции… Её работы находятся также в частных коллекциях. Персональные выставки фотографа состоялись в Сан-Франциско, Мадриде, Нью-Йорке и Париже, Тулузе, Брюсселе и других городах.
Музей «Московский дом фотографии» представил ретроспективу творчества фотографа в галерее современного искусства «RuАrts» (на Шестом международном месяце фотографии в Москве «Фотобиеннале-2006»). Выставка была представлена Галереей Торч (Амстердам, Нидерланды), при поддержке Посольства Королевства Нидерландов в России.

## Особенности творчества
Свою карьеру Коой начинала как театральный фотограф, живо интересовалась хореографией, поэтому до настоящего времени она часто использует свои модели, как режиссёр артистов. Позже она говорила, что театр и природа существовали в начале её карьеры фотографа отдельно друг от друга, при этом пейзажная фотография всё ещё воспринималась аудиторией исключительно как документальная, а не постановочная, поэтому ей пришла мысль перенести театральное представление и специфическую манеру игры театрального актёра из замкнутого помещения на природу. Ведущей в её творчестве стала тема одиночества человека среди окружающего ландшафта или интерьера. Её композиции смешивают реальность, фантазию и символику, естественный и искусственный свет, ландшафты и человеческие фигуры, которые часто ставят под сомнение гармонию окружающей их природы.
Фотограф увлечена голландскими пейзажами, пытаясь запечатлеть их непостоянство, вызванное приморским расположением её родных ландшафтов. Сюжеты фотографий разыгрываются, как театральная пьеса. Бессознательное и подсознательное соседствуют на них в постоянном и бесконечном движении. При помощи цифровой обработки, Коой создаёт сюрреалистическое видение на основе реального пейзажа. Фигуры в нём присутствуют в самых невероятных положениях и ситуациях. Так в снимке «Амерсфорт — ноги» (нидерл. «Amersfoort — Вenen», 1998) ноги ребёнка врастают в землю. На фотографии «Хемстеде — холм» (нидерл. «Heemsteede — Heuvel», 2003) молнии во время грозы заставляют мальчика, отдаваясь её силе, медленно падать назад.
Снимки Эллен Коой, основанные на клоунаде и юморе, очаровывают зрителя театральной эстетикой, погружающей его в чуждый повседневности мир. Фотографии напоминают искусствоведам голландские картины XVII века. Сама фотограф говорит о желании вызвать неопределенность, путаницу и противоречие мыслей (на её фотографиях люди висят на деревьях или согнуты как мост), в её мире сочетается одновременно группа противоположных эмоций: удивление, радость, комфорт, страх.
Фотографии Эллен Коой легко узнаваемы. Это типично голландские пейзажи (даже если они на самом деле сняты в Лос-Анджелесе или Лиссабоне), снятые чаще всего панорамно, в них присутствуют дети, девушки и мужчины, одетые в стандартную европейскую одежду рубежа XX—XXI веков. Вместе с тем, композиции её снимков представляются экзотическими. Пейзаж словно зачарован. Её фотографии не являются воспроизведением реальности, они, напротив, представляют собой каждый раз символическую сцену, снятую и отпечатанную в очень большом формате. На фотографиях Эллен Куи всегда присутствует некая тайна, которую должен раскрыть зритель. Ландшафт Эллен Куи обычно имеет низкую линию горизонта с огромным небом вверху. Это небо очень редко бывает чистого голубого цвета. Фотограф передаёт розоватое угасание вечера, бледное сияние рассвета. Она сочетает дневной свет с искусственным освещением от настольной лампы или уличного фонаря, часто добавляет собственные источники света. Фотография никогда не рассчитана на открытое шокирование зрителя, не является навязчивой, основана на тонких нюансах.

Эллен Коой. Спаарндам — oблака, 2011

В 2011 году Эллен Коой создала фотографию девушки, стоящей на коленях у края пруда в Спаарндаме (около Харлема). Названная «Спаарндам — oблака» (нидерл. «Spaarndam — Wolken», 2011, 65 x 168 и 85 x 220 сантиметров), она запечатлела их отражение в воде. Это привычные для данного региона облака на голубом небе. На снимке вода образует петлю, подобную волшебному кругу, в центре — розоватый островок растительности, на переднем плане — трава и цветы, камыши, на заднем плане — двенадцать голубых уток. Девушка на переднем плане молода, с рыжими волосами. Она не смотрит в объектив фотографа, её взгляд и движение направлены к чему-то лежащему на воде. Неясно, что она делает. Может быть, она тянется к облакам, отражающимся в пруду. Фотография не рассказывает историю, оставляя место для работы воображения зрителя. От маленьких цветов на переднем плане до деревьев на другой стороне пруда изображение одинаково четко, что противоречит законам оптики. Эта исключительная глубина резкости показывает больше, чем в действительности может увидеть человеческий глаз.
Зритель может многое увидеть на фотографии «Спаарндам — oблака», но многого в ней он не понимает. При вдумчивых размышлениях над ней возникает гораздо больше вопросов, чем ответов. Эллен Коой рассказывает, что она была поражена этим местом. Вода с отражающимися облаками здесь выглядела прозрачной и очень глубокой. Фотограф часто возвращалась сюда, искала удачное время, чтобы сделать снимок. Моделью послужила юная соседка Коой. За постановку света отвечал муж фотографа Саймон Харден. Он использовал искусственное освещение, чтобы девушка хорошо выделялась на фоне неба и его отражения в воде. Фотография — результат детально и тщательно продуманной режиссуры. Коой говорила:

«эффект будет зависеть от множества мелочей. Как в фотографии, так и в танце, малейший нюанс имеет первостепенное значение. Это последовательность деталей, которая вызывает у зрителя доверие… Эта фотография не является уникальным изображением, на самом деле это композиция нескольких фотографий, соединённых цифровыми технологиями. Таким образом, можно получить эффект, избегая искажений…»— Йохан де Вос. Экспатриация в нидерландском пейзаже
Фотограф владеет искусством создания глубины изображения, используя, в частности, панорамную перспективу, образованную сходящимися на линии горизонта дорожками, каналами или рядами деревьев. Коой использует аналоговую фотографию и цветной негатив, много лет сотрудничает с Андре Беувингом (нидерл. Andre Beuving), печатающим её работы, позитив, как правило, — результат их совместной работы.
Эллен Коой придаёт большое значение импровизации. Особенно это касается работы с детьми, где полный контроль, по мнению фотографа, невозможен и не нужен. Одна из её наиболее известных фотографий «Сибилини — ободок» (нидерл. «Sibilini — Rim», 2006, 120 x 120 и 90 x 90 сантиметров), запечатлевшая полёт девочки в высоком прыжке на фоне облаков, стала символом свободы и радости.
Фотограф отмечала в интервью влияние на своё творчество кинематографа (Дэвид Линч), современного балета (творчества Иржи Килиана и Яна Фабра), а также драматургии А. П. Чехова, воспоминаний детства и опыта изучения живописи в юности. В свою очередь испанский балетмейстер Фернандо Эрнандо Магадан был вдохновлён фотографией Эллен Коой на постановку одного из своих балетов в Нидерландском театре танца в 2008 году. Фотограф писала об этой фотографии «Сваммердам — теплица» (нидерл. «Zwammerdam — kas», 2005, 90 x 175 и 77 x 150 сантиметров):

«на ней негостеприимная сельская местность Голландии. В центре маленькая теплица, в которой горит свет и стоит человек. В этой декорации что-то очень трогательное: с одной стороны — холод, с другой стороны — защищённая атмосфера, которую предполагает строение, однако оно очень хрупко. Какие, думала я, тайны скрываются в нём? Когда человек вступает в отношения, можно надеяться, что они должны быть вечными, „вечнозелёными“, — снова отсылка на теплицу с растениями. Тем не менее, далеко не всегда отношения между людьми поддерживаются длительное время»— Балетмейстер Паскаль Тузо 26—28 июня 2012 

Эллен Коой. Сваммердам — теплица, 2005

Эллен Коой не стремится создать большого количества фотографий. К 2012 году она представила публике всего только шестьдесят снимков, созданных с 1997 года. Творчество Коой со значительно большим интересом воспринимается критиками во Франции и Испании, чем в Нидерландах. У фотографа созрел замысел фильма, но он так и не был реализован. Она писала: «Я хочу, чтобы люди были тронуты моими фотографиями и почувствовали что-то знакомое. Пусть они увидят не только красоту, но также и трагизм, который остаётся скрытым под тонким слоем повседневности, в которую мы все погружены».

## Крупные фотопроекты
Некоторые поздние фотоработы Эллен Коой объединены в циклы. Среди них:
- «Фантастический Лилль», 2012. Заказ для проекта «Фантастика, Лилль 3000» — четыре фотографии, сделанные на улицах Лилля.
- «Город Занстад», 2012 год, 49 изображений. Панорамная фотосерия, сделанная Эллен Куи для города Занстада, фотографии размещены в интерьере Новой ратуши на постоянной основе.
- «Посольство Нидерландов» в Брюсселе, 2010. В 2010 году Посольство Нидерландов в Брюсселе заказало Эллен Коой фотографии для посольства в Брюсселе, чтобы разместить на шестом и седьмом этажах, — портреты детей на фоне пейзажа. Каждый из их представляет особый темперамент и пристально смотрит на зрителя (государственных служащих и бизнесменов, которые приходят сюда или работают в самом посольстве).
- «De Key», 2008. Заказ для клубной ассоциации ресторанов «De Key» в Амстердаме.

## Альбомы фотографий
Эллен Коой в разное время опубликовала пять альбомов своих фотографий:
- «Undertones», 25 colour reproductions, essays by Juan Curto Vivas (неопр.). — Centro de Arte Alcobendas, 2015. — 53 с. — ISBN 978-84-94-1906-9-8.
- «Out of Sight», 35 colour reproductions, essays by Bernard Marcelis and Frits Gierstberg (неопр.). — Filigranes, 2010. — 80 с. — 1800 экз. — ISBN 978-2-35046-198-4.
- «Within from Without», 30 colour reproductions, essays by Rafael Doctor Roncero, Catherine Somzé, Menchu Gutiérez and Octavio Zaya (англ.). — Actar-D, 2008. — 188 p. — ISBN 978-84-96917-24-8.
- Focus Locus Oude Rijn — in de wereld van Ellen Kooi. «Along the old Rhine with Ellen Kooi», assignment publication / booklet (нид.). — Utrecht: Uitgeverij Aprilis, 2005. — ISBN 90-5994-090-3.
- «Out There», 29 colour reproductions, essays by Martine Schneider — Speller and Jhim Lamoree (нид.). — Beaumont Public, 2005. — 74 с. — ISBN 2-919925 72-5.